# Pomnik Tadeusza Kościuszki w Janowie Lubelskim
Pomnik Tadeusza Kościuszki w Janowie Lubelskim – jeden z pierwszych pomników Tadeusza Kościuszki wzniesiony w 1818 w Janowie Lubelskim na terenie ówczesnego zaboru rosyjskiego.
Pomnik wzniesiono ze składek mieszkańców. Jego projektantem był Stanisław Antoni Zamoyski.
Został wyburzony przez Niemców w 1942. Jego odbudowy dokonano w 1959. W 2013, ze względu na zły stan pomnika, został on rozebrany. W tym samym roku dokonano rekonstrukcji obelisku, przywracając jego pierwotny wygląd.

## Galeria

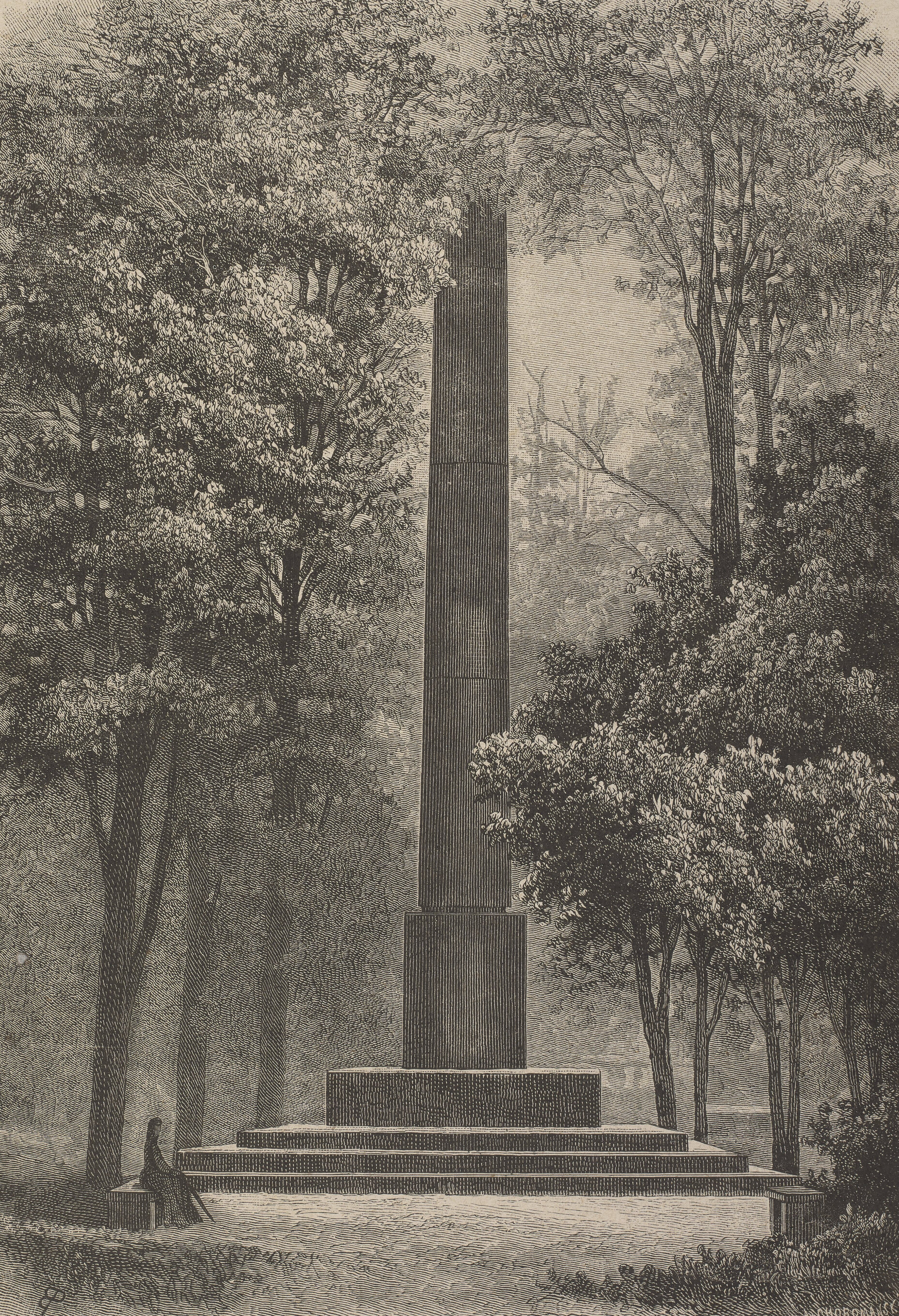
Drzeworyt z 1880 przedstawiający pomnik
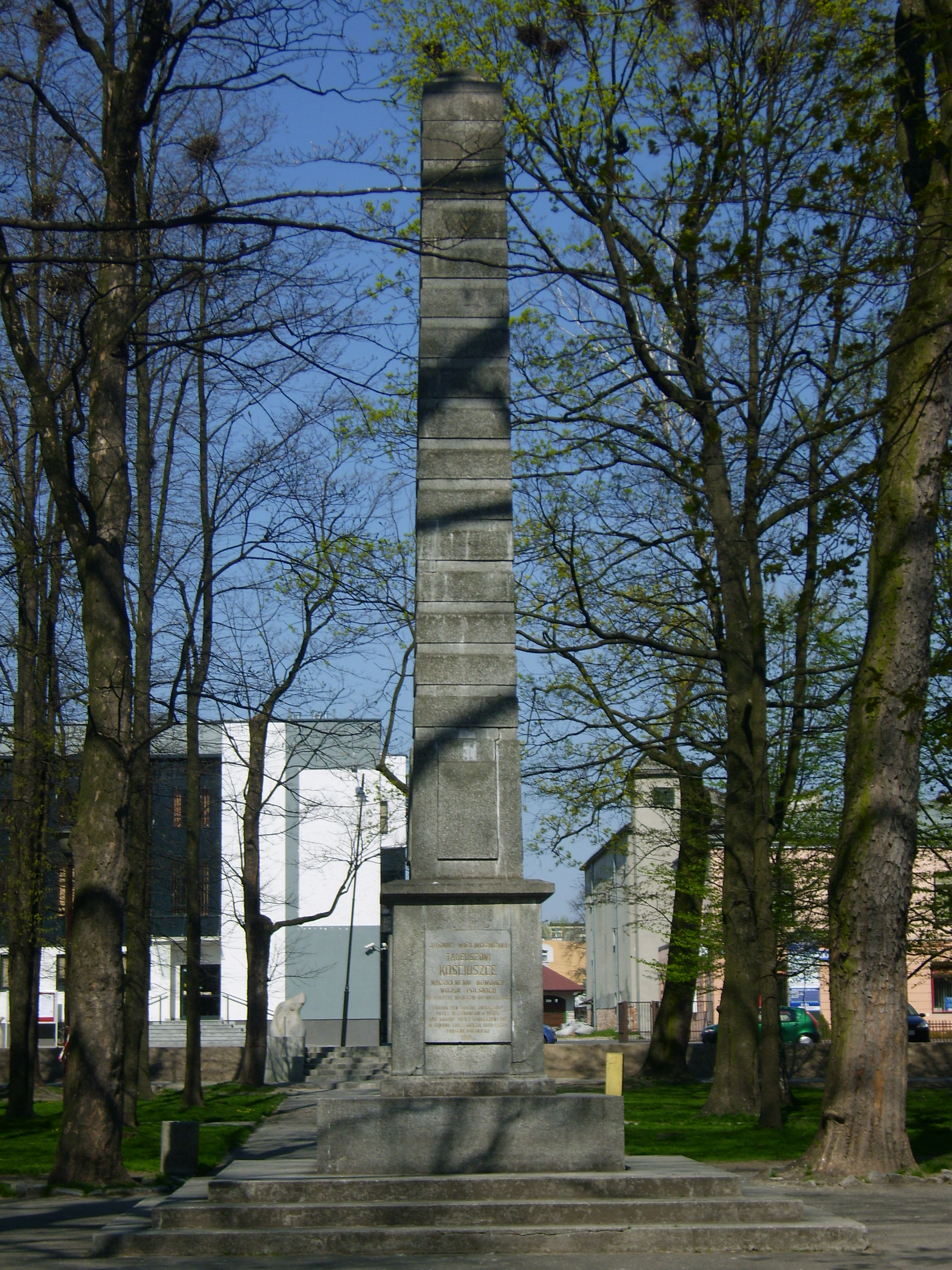
Pomnik według stanu po odbudowie w 1959
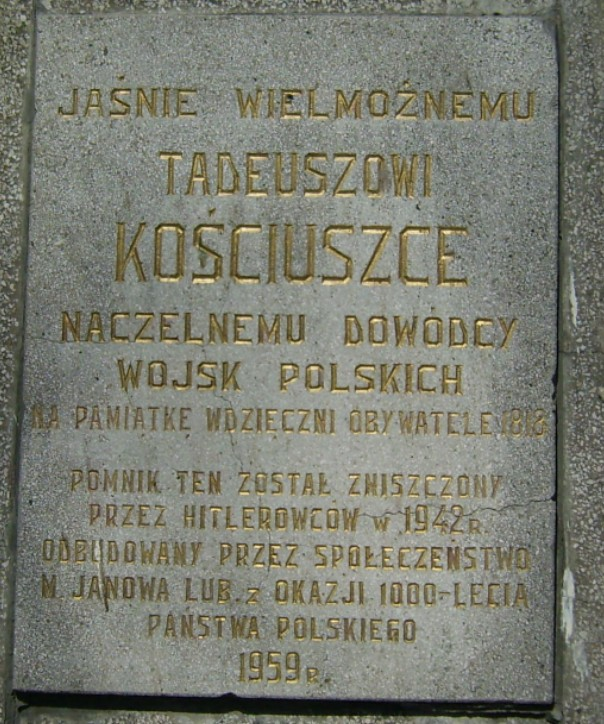
Tablica na pomniku według stanu po odbudowie w 1959
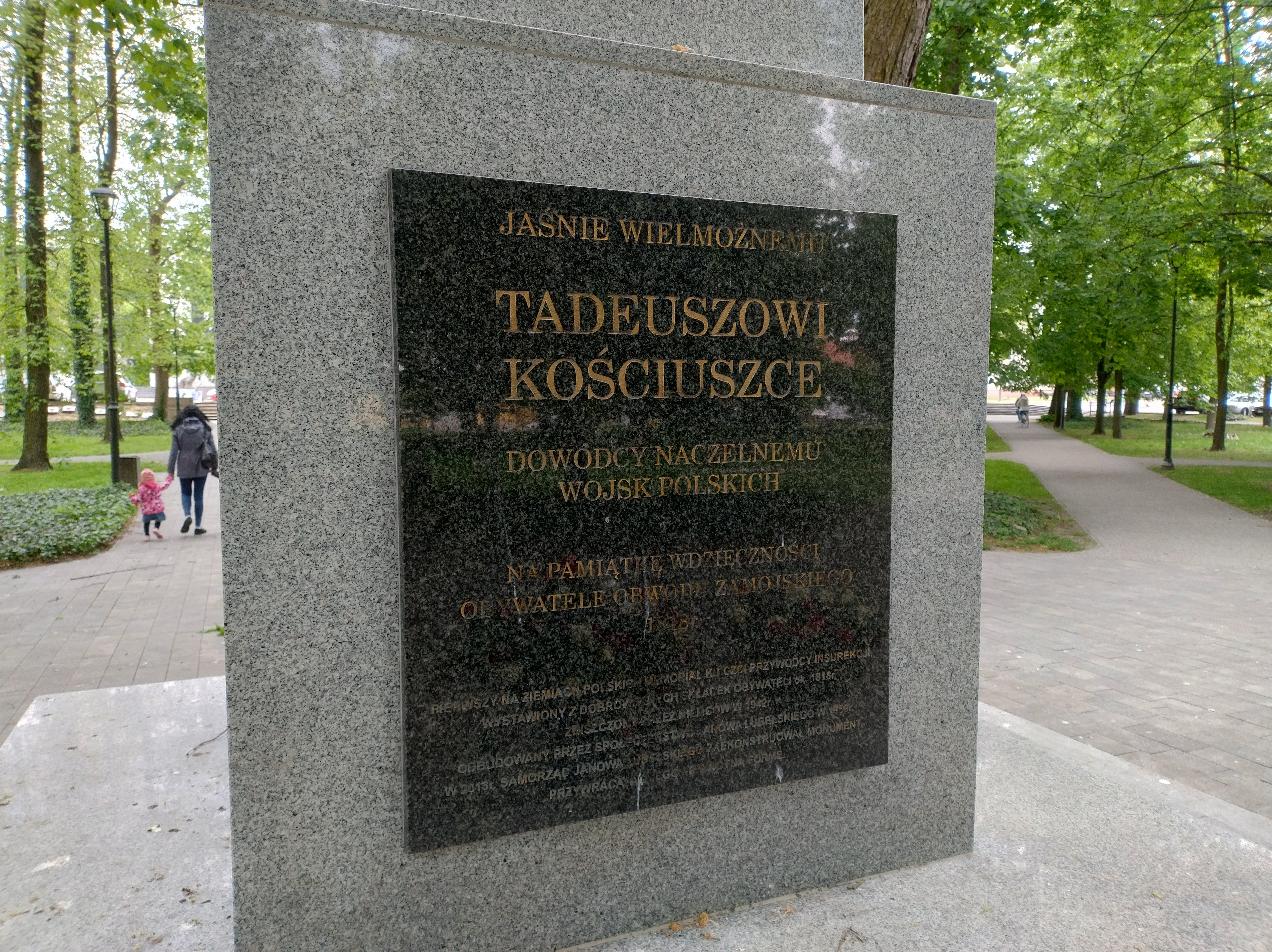
Tablica po rekonstrukcji w 2013